# 第2回日刊體育日劇大賞
第1回← - 第2回 - 第3回→
第2回日刊體育日劇大賞是由日刊體育針對1999年播出的連續劇做出的投票。

## 最佳作品獎
- 麻辣教師GTO

## 最佳男主角
- 堂本剛（青澀時代）

## 最佳女主角
- 江角真紀子（庶務二課）

## 最佳男配角
- 上川隆也 （上班女郎）

## 最佳女配角
- 深田恭子（神啊！請多給我一點時間）

## 最佳新人獎
- 今井翼（手足情深）